# قائمة أغاني هيونا
المغنية الكورية الجنوبية هيونا صدر لها ستة أسطوانات مطولة وعشرة أغاني منفردة. ومنذ عام 2010 باعت 14 ميلون نسخة (رقمي وملموس).

## الأسطوانات المطولة
| الاسم       | تاريخ الاصدار       | الصيغة                | المبيعات                               |
| ----------- | ------------------- | --------------------- | -------------------------------------- |
| Bubble Pop! | 5 تموز 2011         | قرص مضغوط وتنزيل رقمي | 13.586+ (في كوريا)                     |
| Melting     | 22 تشرين الأول 2012 | قرص مضغوط وتنزيل رقمي | 12,297 (في كوريا) و1,337+ (في اليابان) |
| A Talk      | 28 تموز 2014        | قرص مضغوط وتنزيل رقمي | 8,637 (في كوريا) و1,690+ (في اليابان)  |
| A+          | 21 آب 2015          | قرص مضغوط وتنزيل رقمي | 8,469 (في كوريا)                       |
| A'wesome    | 1 آب 2016           | قرص مضغوط وتنزيل رقمي | 9,224 (في كوريا)                       |
| Following   | 29 آب 2017          | قرص مضغوط وتنزيل رقمي |                                        |

## الأغاني المنفردة
| الاسم                     | السنة | المبيعات الرقمية     |
| ------------------------- | ----- | -------------------- |
| Change                    | 2010  | 2,469,354 (في كوريا) |
| Bubble Pop!               | 2011  | 2,694,310 (في كوريا) |
| Ice Cream                 | 2012  | 1,285,770 (في كوريا) |
| Red (빨개요)              | 2014  | 695,847 (في كوريا)   |
| Roll Deep (잘나가서 그래) | 2015  | 467,472 (في كوريا)   |
| How's This? (어때?)       | 2016  | 218,450 (في كوريا)   |
| Babe (베베)               | 2017  |                      |

## الأغاني المصورة
| السنة | الاغنية المصورة          | ملاحظة                                |
| ----- | ------------------------ | ------------------------------------- |
| 2010  | Change                   |                                       |
| 2011  | Bubble Pop!              |                                       |
| 2012  | Oppa Is Just My Style    | مع ساي                                |
| 2012  | Ice Cream                | ظهر ساي كضيف                          |
| 2013  | Corolla x Hyuna: My Colo | مقطع دعائي لسيارة تويوتا كورولا 2013. |
| 2014  | Red                      |                                       |
| 2015  | A+ mini album trailer    |                                       |
| 2015  | Roll Deep                | صدرت نسخة 19+ ايضاً للأغنية.           |
| 2015  | Run & Run                |                                       |
| 2016  | How's This?              |                                       |
| 2016  | Morning Glory            |                                       |
| 2017  | Babe                     |                                       |